# Vlag van Achthuizen

Vlag van Achthuizen

De vlag van Achthuizen werd op 9 mei 2022 door het Nederlandse dorp Achthuizen onthuld, tegelijkertijd met het dorpswapen. Het ontwerp is gemaakt naar aanleiding van het feit dat de plaats het enige dorp in Goeree-Overflakkee bleek te zijn zonder eigen vlag en wapen.
De vlag is in de achtergrond op een verticale lijn verdeeld. De twee helften zijn samengesteld uit zeven horizontale banen in de kleuren wit en oranje. De linkerzijde bestaat uit vier oranje en drie witte banen, terwijl de rechterzijde uit drie oranje en vier witte banen bestaat. Oranje staat symbool voor zowel de lokale voetbalvereniging RKVV FIOS als de nationale kleur van Nederland. 
Op de vlag staat het dorpswapen in het midden. Dit omvat een schild met daarboven de naam van het dorp in hoofdletters en acht huisjes als 'kroon', wat verwijst naar de oorsprong van het dorp. Het schild is ingedeeld in vier witte en oranje vlakken in diabolovorm. Dit doet denken aan de indeling van Achthuizen. Op het wit zijn de twee opvallende gebouwen van het dorp afgebeeld: Bovenaan het schild bevindt zich de rooms-katholieke kerk, Onze Lieve Vrouw ten Hemelopneming, terwijl aan de rechterkant de molen genaamd Windlust te zien is. Het wapen beschikt over acht huizen als een opvallend element.
Het wapen is ontworpen door Mark van Schouwen.

## Afbeeldingen

Wapen
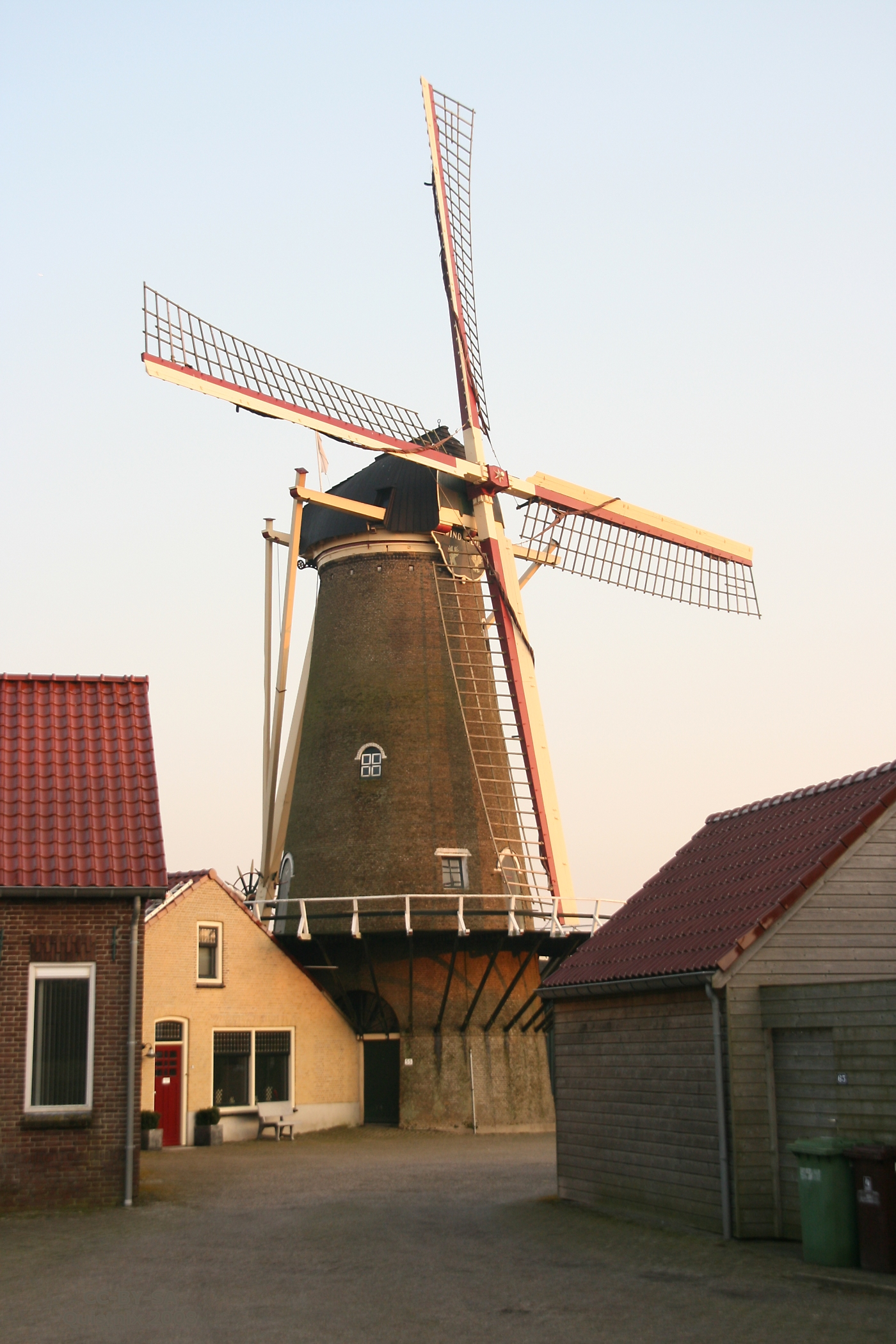
Molen Windlust
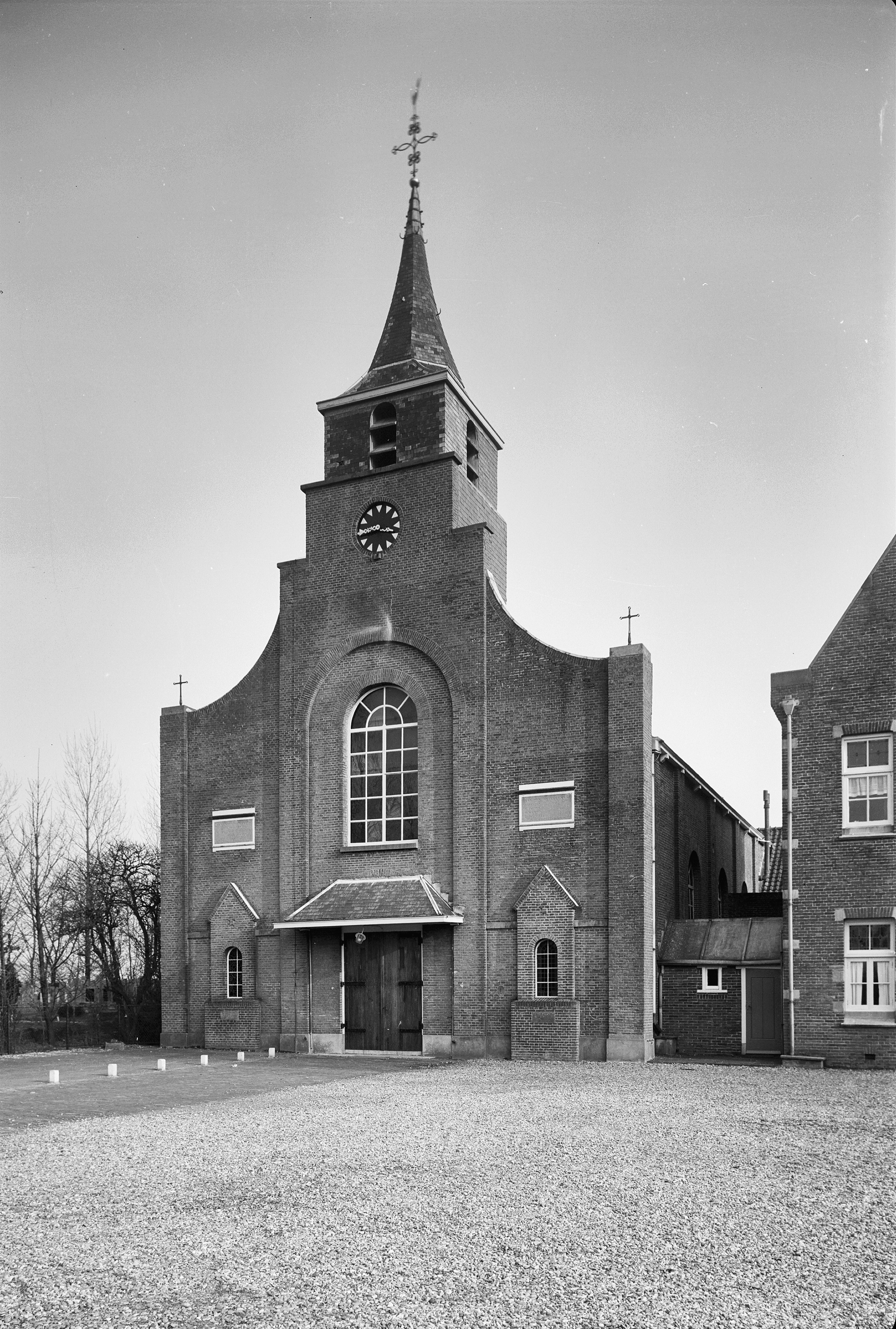
R.K. Kerk O.L.Vr. ter Hemelopneming

Achthuizen
· De Zilk
· Den Bommel
· Dirksland
· Dubbeldam
· Goedereede
· Gouderak
· Heerjansdam
· Herkingen
· Hoek van Holland
· Kaag
· Katwijk
· Kijkduin
· Klaaswaal
· Lekkerkerk
· Lisse
· Maasdam
· Maasland
· Melissant
· Middelharnis
· Nieuwe-Tonge
· Noordeloos
· Ooltgensplaat
· Ouddorp
· Oude-Tonge
· Rijnsburg
· Rockanje
· Scheveningen
· Sommelsdijk
· Stad aan 't Haringvliet
· Stellendam
· Tiengemeten
· Valkenburg
· Wieldrecht